# Rowshan Ershad

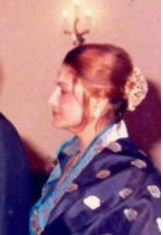

Rowshan Ershad (nascida em 19 de julho de 1941) é uma política bengalesa que atualmente é a líder da oposição no 10.º parlamento de Bangladesh. Ela é membro do presidium do Partido Jatiya (Ershad) e é esposa do ex-presidente de Bangladesh Hussain Muhammad Ershad, com quem se casou em 1956.

## Carreira
Como primeira-dama, Ershad foi ativa no bem-estar social e na promoção dos direitos de mulheres e crianças. Ela era "patrona chefe do Bangladesh Jatiya Mohila Sangstha".
Em 1975, tornou-se presidente fundadora da Seine Paribar Kalliyan Samity (Associação de Bem-Estar Familiar das Forças Armadas). Além disso, participou da Convenção Especial da ONU sobre Abuso de Drogas em 1985.